# 萨莎·查乔
萨莎·查乔（1989年7月13日—）生于前南斯拉夫萨拉热窝，是一名塞尔维亚女子篮球运动员。她于2006年加入Mladi Krajišnik俱乐部，成为职业选手。她在青年时期代表波斯尼亚和黑塞哥维那参加国际比赛，但后来决定代表塞尔维亚参赛。